# أحمد حسن زاده
أحمد حسن زاده (بالفارسية: احمد حسن‌زاده) هو لاعب كرة قدم إيراني. حضر احمد حسن زاده خلال مسيرته الرياضية في عدة فرق ومنها فريق ميس كيرمان لكرة القدم الإيراني.